# 龍粛
龍 粛（りょう すすむ、1890年4月29日 - 1964年2月25日）は、大正・昭和期の歴史学者。専攻は中世史。元東京大学史料編纂所長。萩野由之は舅に当たる。

## 経歴
出生から修学期
1890年、静岡県敷知郡浜松町元城（現在の浜松市中央区元城町）で生まれた。
1896年に東京に移り住み、1902年に東京高等師範学校附属小学校（現・筑波大学附属小学校）、1909年に東京高等師範学校附属中学校（現・筑波大学附属中学校・高等学校）を卒業。1912年に第一高等学校予科一部を卒業し、東京帝国大学文科大学史学科に進学した。1915年に卒業して同大学院に進む。
中世史研究者として
翌1916年、東京帝国大学史料編纂掛補助となり、1922年に同史料編纂官『文部省職員録 大正12年11月1日調』文部省、1924年、96頁。に昇格。『大日本史料』第五編担当となり、研究を進めた。この間の1929年に史料編纂掛は「史料編纂室」と改称された。1938年に辻善之助の後任として史料編纂所長となった(第5代・1951年まで)。また、国体論の根本史料たる『帝室制度史』編纂にも参加した。戦時下の物資不足と国粋主義者による圧迫に悩まされながら、戦時下においても『大日本史料』・『大日本古文書』の編纂作業を続けた。
太平洋戦争後
戦後の1950年、史料編纂所が東京大学史料編纂所に改編された際に、所長を兼務したまま東京大学教授となった（文学部史学科と史料編纂室の分離に伴う措置）。1951年に東京大学を定年退官すると、日本大学教授に就任した。1959年に博士論文『後嵯峨院の素意と関東申次』を日本大学に提出して文学博士号を取得した。
1964年2月25日に死去。多摩霊園に墓がある。

## 研究内容・業績
日本史のうち、専門は日本中世史。平安時代院政期から鎌倉時代にかけての皇室を中心とした政治史に研究を残し、特に朝幕関係の研究や岩波文庫での『吾妻鏡』訳注（未完）などの事業が知られている。旧蔵書は、かつて勤務し所長を務めた東京大学史料編纂所に寄贈されている。

## 著作
著書
- 『日本文化史 第6巻 鎌倉時代』大鐙閣 1922
- 『日本遊獵史』雄山閣 1935
- 『大日本国民史 第2巻 武家擡頭時代』太陽閣 1937
- 『物語日本史 第3巻 源平時代』雄山閣 1937
- 『日本新文化史 第4 鎌倉時代』内外書籍 1941
- 『鎌倉時代の研究』春秋社松柏館 1944
- 『鎌倉時代』春秋社 1957[11]
  - シリーズ所収再版 文藝春秋(文春学藝ライブラリー) 2014
- 『蒙古襲来』至文堂(日本歴史新書) 1959
- 『平安時代 爛熟期の文化の様相と治世の動向』春秋社 1962

共著・訳註
- 『精説日本史』佐藤政次共著 千代田書房 1952
- 『吾妻鏡 訳註』 第1-5（未完、全8巻予定） 岩波文庫 1939-44
  - 復刊 1997・2008年